# Châtillon-Saint-Jean
Châtillon-Saint-Jean är en kommun i departementet Drôme i regionen Auvergne-Rhône-Alpes i sydöstra Frankrike. Kommunen ligger i kantonen Romans-sur-Isère 2e Canton som tillhör arrondissementet Valence. År 2022 hade Châtillon-Saint-Jean 1 299 invånare.

## Befolkningsutveckling
Antalet invånare i kommunen Châtillon-Saint-Jean
Referens:INSEE